# Anolis olssoni
Anolis olssoni är en ödleart som beskrevs av  Schmidt 1919. Anolis olssoni ingår i släktet anolisar, och familjen Polychrotidae. IUCN kategoriserar arten globalt som livskraftig.

## Underarter
Arten delas in i följande underarter:
- A. o. olssoni
- A. o. alienus
- A. o. dominigensis
- A. o. extentus
- A. o. ferrugicauda
- A. o. insulanus
- A. o. montivagus
- A. o. palloris